# Saint-Jean-Saverne
Saint-Jean-Saverne es una localidad y comuna francesa, situada en el departamento de Bajo Rin en la región de Alsacia. La comuna se ubica en los límites  del Parque natural regional de los Vosgos del Norte.

## Demografía
| 543 | 550 | 547 | 563 | 559 | 598 |
| Para los censos de 1962 a 1999 la población legal corresponde a la población sin duplicidades (Fuente: INSEE [Consultar]) |     |     |     |     |     |